# Adjuvant
Un adjuvant (del llatí: ad: cap a; i juvare: ajuda) és qualsevol substància que s'afegeix a una vacuna per a potenciar/dirigir la resposta immunitària enfront d'un antigen. Habitualment, a més d'actuar com a estimulants immunitaris directes, presenten altres accions que indirectament també reforcen la resposta. Acostumen a ser compostos complexos i heterogenis. Un adjuvant és un estimulador no específic de la resposta immunitària que indueix una bona producció d'anticossos per antígens solubles però no per a antígens particulats.
Un adjuvant té dues parts; una que s'encarrega de protegir l'antigen enfront del catabolisme i una part que estimula el sistema immunitari.
La co-administració d'adjuvants, que són components immunoestimulants, facilita una bona inducció de la resposta immunitària (vegeu sistema immunitari). La seva acció consisteix a iniciar, amplificar i guiar la resposta per aconseguir que sigui de suficient intensitat i durada. A més de potenciar la resposta immunitària, els adjuvants també permeten reduir la quantitat d'antigen o dosis administrades. Els adjuvants són essencials si es desitja establir una memòria a llarg termini del sistema immunitari.
Existeixen diferents tipus d'adjuvants i en general es desconeixen bastant els mecanismes subjacents de llur activitat. A més a més, la combinació d'antigen i adjuvant influeix en la resposta local i sistèmica de l'organisme enfront de la vacuna.
Les vacunes poden ser atenuades o inactivades. La vacuna atenuada es caracteritza per ser menys virulenta, però té més risc de reversió. Per altra banda, la vacuna inactivada està constituïda per microorganismes que no es repliquen o per components d'aquests microorganismes. Donat que la inactivada és més segura, acostuma a ser preferible, però la immunitat que ofereix normalment és insuficient per provocar una resposta adequada. És per aquest motiu que s'utilitzen adjuvants.

## Història
La història científica dels adjuvants com a components de les vacunes és curta, tenint el seu inici el 1916: 
- Le Moignic i Pinoy (1916): aquests investigadors van observar que la coadministració d'emulsions d'oli mineral juntament amb Salmonella Typhimurium augmentava la resposta immuniitària enfront l'antigen.[5]

- Gaston Ramon (1925): Aquest immunòleg francès va descobrir que les vacunes que s'administraven en situacions més contaminades produïen abscessos en el punt d'inoculació en els cavalls als quals se'ls aplicava, i que els cavalls amb aquests abscessos produïen més anticossos que els vacunats en estricta asèpsia. Va ser Ramon qui va anomenar el concepte d'adjuvant per primera vegada.[5]

- Alexander T. Glenny i col. (1926): Aquests científics van descobrir els efectes potenciadors que tenen associades les sals d'alumini a les vacunes, i les van denominar genèricament com "adjuvants d'alum".[6][7]

- Jules Freund (1936): Va desenvolupar un dels adjuvants més potents i més utilitzat en animals d'experimentació. Hi ha dos varietats d'aquest adjuvant: el complet i l'incomplet.
  - Adjuvant incomplet de Freund (IFA): és una barreja d'un detergent (arlacel) i un oli mineral (drakeol). La immunització amb aquest adjuvant estimula la formació d'anticossos i s'observa una forma d'hipersensibilitat retardada. Estimula majoritàriament anticossos de tipus gamma-1.[8] Aquest adjuvant va ser creat a partir de l'adjuvant complet de Freund per Stuart Harris el 1969[9]
  - Adjuvant complet de Freund (CFA): a més del detergent i l'oli mineral, porta un micobacteri mort que sol ser Mycobacterium bovis BCG en una concentració d'aproximadament 1mg/ml o menys.[10] Aquest adjuvant estimula anticossos de tipus gamma-2. Quan s'injecta en suspensions de teixit es poden produir fenòmens d'autoimmunitat i malalties.[8] Per aquest motiu no s'utilitza en vacunes humanes.[11]

- Louis Greenberg i Donald S.Fleming (1947): van demostrar que el toxoide diftèric augmenta l'antigenicitat de la vacuna de la tos ferina de cèl·lules senceres.[12]

- Arthur G. Johnson i col. (1956): van descobrir l'efecte adjuvant dels lipopolisacàrids (LPS) dels bacteris gramnegatius, fet que va obrir les portes a diferents tècniques per destoxificar LPS i poder afegir-lo a vacunes.[13][14]

## Classificació
Els adjuvants es poden classificar en funció de diferents criteris, d'entre els quals destaquen la naturalesa de la substància, el mecanisme d'acció i l'origen de l'adjuvant.
Respecte a la seva naturalesa, la classificació més general va ser plantejada per Vanselón el 1989, que va fer la següent distinció:
- Substàncies biològiques i derivats, com els micobacteris de la tuberculosi incorporats a l'adjuvant complet de Freund (FCA), mescles de toxines bacterianes, virus, saponines, vitamines (A i E), lanolina i altres.
- Productes químicament definits de fongs, bacteris i algues: dipèptid muràmic (MDP), trehalosa dimicolat (TMD), proteïna P40 associada al peptidglicà de la paret bacteriana, lípid A, lipopolisacàrids provinents de bacteris gram negatius, glucans de fongs i polisacàrids d'algues.
- Productes biològics del sistema immunitari: citocines (IL-2, INFγ).
- Productes sintètics anàlegs de biològics.
- Preparacions químiques, com els components d'alumini: Al(OH), Al₂(SO4)₃, Ca(PO4)₂, K₂(PO₄) i sulfat de dextrà. També es poden utilitzar sals de NaCl tractades magnèticament (CM-95):[15]

La classificació segons el mecanisme d'acció va ser estudiada per Klein et al. i més endavant per Salager. Alguns dels mecanismes d'acció atribuïts als adjuvants són els que es citen a continuació, però és possible que n'existeixin d'altres, fins i tot desconeguts actualment:
- Adjuvants "depot": l'efecte depot - del francès dépôt, que vol dir dipòsit - és aquell en què la substància inoculada roman durant més temps al lloc d'injecció, retardant la degradació de l'antigen. Així, aquests adjuvants permeten que la resposta innata del sistema immunitari perduri més en el temps, allargant l'efecte més immediat de la vacuna.
- Adjuvants potenciadors de la presentació d'antigen: estan compostos per partícules que lliuren l'antigen a les cèl·lules presentadores d'antigen.
- Adjuvants immunoestimuladors: contenen molècules que estimulen la producció de citocines i estimulen de manera selectiva la resposta Th1 o Th2 mitjançant l'acció dels Toll-Like Receptors (TLRs).
- Adjuvants combinats: mitjançant la combinació d'un adjuvant depot o d'un compost per partícules amb un agent immunoestimulador s'aconsegueix un efecte sinèrgic.

La classificació dels adjuvants en funció del seu origen la van dur a terme Audivert et al. i és la següent:
- Adjuvants minerals: són relativament dèbils i rarament indueixen respostes immunitàries cel·lulars.
- Adjuvants tensioactius: s'utilitzen quan es necessita una resposta cel·lular forta per a una vacuna en concret.
- Adjuvants derivats de bacteris: constitueixen una font important d'adjuvants gràcies a la seva potent capacitat immunoestimuladora.
- Emulsions: en general, són massa tòxics per ser utilitzats en humans.
- Liposomes: milloren tant la immunitat humoral com la cel·lular depenent del nombre de capes de lípids, càrrega elèctrica, composició i mètode de preparació.
- Citocines com adjuvants: s'utilitzen sobretot amb vacunes d'ADN, ja que la citocina es pot expressar pel mateix vector que l'antigen.[16]

Aquestes dues últimes classificacions s'expliquen més detalladament en els següents apartats.

## Mecanismes d'acció
Com a resultat de l'acció dels potenciadors de la presentació d'antigen i dels immunoestimuladors, s'aconsegueix la immunitat cel·lular i un augment de la producció d'anticossos.

### Adjuvant "depot"
→ Retard en l'alliberació de l'antigen: tant les sals d'alumini (en humana) com els adjuvants de tipus Freund (en els animals), mantenen l'antigen durant més temps en el lloc d'inoculació. Això és degut al fet que els adjuvants s'associen amb l'antigen i augmenten la seva semivida biològica i immunitària. La velocitat d'eliminació de l'antigen, el qual entra a l'organisme quan s'inocula la vacuna, es pot reduir si es mescla amb un adjuvant insoluble i, per tant, de degradació lenta. Quan s'injecta la vacuna amb adjuvant el cos reacciona fent una inflamació granulomatosa perquè l'adjuvant és difícil de degradar. Aquesta inflamació triga cert temps a resoldre's, de manera que l'estímul antigènic dura més temps i així ofereix la possibilitat de crear una resposta immunitària més llarga i més intensa que si no hi hagués adjuvant.
Alguns exemples d'adjuvants d'aquesta mena són les sals d'alumini i l'adjuvant incomplet de Freund. El segon només es fa servir en animals degut als efectes adversos que comporta, que són principalment una irritació i destrucció tissular significants.
Al llarg de molts anys es va pensar que aquest era el principal, si no únic, mecanisme d'acció dels adjuvants vacunals. Actualment se sap que les accions són més complexes i que a més de la persistència física, hi ha fenòmens inflamatoris amb alliberació de citocines i especialment una intervenció més eficaç de les cèl·lules presentadores d'antigen. Una variant del retard de l'alliberació la constitueixen els preparats vaccinals d'administració oral que estan inclosos en elements com liposomes o microesferes, els quals permeten una resistència més prolongada dels antígens a l'acció dels sucs gàstrics o intestinals.

### Potenciador de la presentació d'antigen
→ Activació i maduració de les cèl·lules presentadores d'antígens: a l'inici de la resposta immunitària intervenen principalment les cèl·lules presentadores d'antigen o APC (de l'anglès Antigen Presenting Cells), cèl·lules dendrítiques i macròfags entre d'altres. Per tal que la resposta sigui més eficaç és necessari que madurin i s'activin, augmentant l'expressió de les molècules HLA-DR. Per tant, els adjuvants que estimulen la maduració de les cèl·lules dendrítiques o DC (de l'anglès Dendritic Cells) augmenten la resposta immunitària a través de l'activació dels limfòcits T.
També poden augmentar la presentació d'antígens. Això passa de forma genèrica quan es facilita la fagocitosi i els antígens passen al citoplasma. Aquests antígens són tractats com a antígens endògens produïts dins de la cèl·lula durant la replicació vírica. Després, l'antígen és processat per la via de presentació de les molècules de classe I del complex major d'histocompatibilitat o CMH i això pot induir els limfòcits T citotòxics.
A tall d'exemple, l'antigen dD2 de l'Herpesvirus simple 2 en emulsió MF59 passa al citoplasma de les cèl·lules dendrítiques quan és fagocitat. Des d'allà, provoca la maduració de la cèl·lula i en conseqüència, l'activació dels limfòcits (consulteu la presentació d'antigen per a més informació). D'altra banda, el Resiquimod (R-848), que és un medicament d'ús tòpic per a tractar les lesions cutànies causades per l'Herpesvirus simple, activa les cèl·lules dendrítiques a través d'un augment de citocines com IL-12 o IFNa, la qual cosa es demostra per l'augment d'expressió a la seva superfície cel·lular de CD80, CD83, CD86 i CD40, molècules coestimuladores necessàries per una completa activació dels limfòcits T.

### Immunoestimuladors
Com a resultat del reconeixement i unió al receptor PRR es produeix una inducció i elaboració de citocines proinflamatòries i quimiocines, les quals són part del mecanisme efector de la resposta immunitària innata. Les quimiosines atrauen fagòcits i cèl·lules immunitàries al lloc de la infecció, en aquest cas al lloc d'injecció. Els adjuvants per tant, estimulen la síntesi de diferents citocines i quimiocines, les quals actuen directament o indirectament sobre els limfòcits T cooperadors per regular les respostes immunitàries.
→ Modificació de l'equilibri Th1/Th2: els limfòcits T CD4+ o “helper” es divideixen en dos tipus (Th1/Th2) segons els perfils de citocines que alliberen. En resum, en funció del microambient de citocines, el limfòcit desencadenarà un patró de resposta Th1 o Th2. L'activació de limfòcits que segueixen un patró Th1 comporta la síntesi d'IL-2, IFNg, IL-12, TNF-B i TNF-a, principalment. Aquest ambient de citocines comporta una resposta cel·lular especialment eficaç contra agents infecciosos intracel·lulars, com per exemple virus. Per altra banda, l'activació de limfòcits que segueixen un patró Th2 produeixen IL-3 IL-4, IL-5, IL-10 i IL-13 principalment. Aquest ambient de citocines facilita la síntesi d'anticossos, com la IgA secretora i la IgE, i són més eficaços en la defensa contra microorganismes presents a l'espai extracel·lular, com és el cas de la majoria de bacteris. Els adjuvants d'alumini són un exemple dels que promouen la síntesi d'anticossos, així com determinades toxines, com la colérica. En algunes vacunes que actuen contra infeccions intracel·lulars, sería apropiat aconseguir una activació Th1 per a una major efectivitat de la vacuna. Coneixent l'existència d'aquesta dicotomia de patrons de resposta, s'ha obert múltiples vies d'investigació dirigides a desviar la producció per tal de crear una resposta Th1 o Th2 en funció del que sigui convenient per cada patogen. Una de les vies més avançades és la producció de certes seqüències d'ADN molt petites i repetitives que contenen guanina, denominades oligodesoxinucleòtids CpG (ODN CpG). S'ha comprovat la seva eficàcia per facilitar una resposta Th1, fins i tot reconduint una resposta ja prèviament enfocada cap al patró Th2, com en el cas dels alèrgics.
→ Citocines adjuvants:
Molts d'aquests adjuvants són productes complexes d'origen microbià que sovint tenen patrons moleculars associats a patògens (PAMPs). Conseqüentment, activen les cèl·lules dendrítiques i macròfags a través de receptors tipus toll (TLRs), estimulant així la secreció de citocines com IL-1 i IL-12. En funció de l'antigen concret, poden facilitar una resposta Th1 o Th2. Una línia d'adjuvants promotors de la resposta Th1 promou la síntesi d'IFNg, IL-2 i amb preferència IL-12. Els resultats experimentals són bons, però en un assaig clínic en humans amb vacuna pneumocòccica i IL-12 es van donar reaccions de febre i malestar massa intenses com per incorporar-les en vacunes profilàctiques. Es busquen alternatives, com utilitzar molècules químiques que estimulen la síntesi endògena d'IL-12 per tal d'evitar la seva administració exògena.

## Principals tipus d'adjuvants

### Adjuvants minerals
Es poden classificar en dues categories: sals d'alumini i fosfat de calci. Són els adjuvants més emprats, s'han injectat milions d'injeccions. Es poden fer servir tant en animals com en humans.
Les sals més habituals són l'hidròxid d'alumini (exactament oxihidròxid d'alumini), el fosfat d'alumini (hidroxifosfat) i l'alum.
Elaboració
La seva elaboració es pot fer mitjançant precipitació o adsorció. La precipitació s'aconsegueix mitjançant l'addició d'un compost químic, com per exemple alum de potassi (que normalment és sulfat de potassi), sobre l'antigen. Aquestes vacunes s'anomenen "precipitades amb alum" i el seu principal inconvenient és l'heterogenicitat dels precipitats que formen l'adjuvant, motiu pel qual es va desenvolupar la segona tècnica, anomenada "adsorció amb alumini". Aquesta consisteix a preparar una suspensió col·loidal d'hidròxid d'alumini o de fosfat d'alumini, que tenen la propietat de poder adsorbir l'antigen. L'avantatge d'aquesta tècnica és que permet fer la vacuna de manera estandarditzada i, per tant, amb resultats homogenis. Actualment, pràcticament no es fan servir les vacunes precipitades amb alum perquè el seu ús s'ha substituït gairebé completament pel de vacunes d'adsorció amb alumini.
L'hidròxid d'alumini té una morfologia en fibres, el que li proporciona una gran superfície, aquest és un punt clau per l'adsorció d'antígens. Es dissol bé en pH àcid i bàsic, però no en el pH 7.4 del líquid intersticial. El fosfat té una presentació amorfa i per aquest motiu amplia la superfície de contacte. També es dissol malament en el pH del líquid intersticial, tot i que millor que l'hidròxid. Les característiques de l'alum són semblants a les del fosfat d'alumini.
Aquests adjuvants no es dissolen bé al pH del líquid intersticial. Quan s'inocula amb un d'aquests adjuvants, comença un lent procés de solubilització afavorit per la presència d'àcids plasmàtics com l'àcid cítric, l'àcid màlic i l'àcid làctic, entre d'altres. S'ha calculat que al cap d'un mes un 17% de l'alumini d'un hidròxid d'alumini ja ha passat a circulació sanguínia i un 51% en el cas del fosfat d'alumini. Això posa de manifest el temps que pot arribar a trigar a ser eliminat i, per tant, l'efecte perllongador que pot tenir sobre la vacuna. Una nova variant de sals d'alumini és el hidroxifosfat sulfat d'alumini amorf (AAHS) incorporat a la formulació d'una vacuna contra el virus del papil·loma humà.
Polèmica
Els adjuvants derivats de l'alumini han estat motiu de polèmica durant bastants anys. S'ha posat en dubte la seguretat d'aquests adjuvants davant la sospita que suposadament causen diversos efectes adversos greus que serien motiu suficient com per justificar la retirada d'aquests adjuvants en la formulació de vacunes. S'afirma que causen una inflamació que atrau gran quantitat de CPA ampliant la possibilitat de contactar amb els antígens immobilitzats "in situ". Tot i ser tan utilitzats, les sals d'alumini presenten punts dèbils. Pràcticament no potencien la resposta immunitària cel·lular. A més a més, s'ha reiterat que estimulen la resposta al·lèrgica mitjançant les IgE.
Tanmateix, s'ha dut a terme estudis epidemiològics per analitzar aquests suposats efectes i la conclusió és, segons el Comitè Consultiu Global sobre la Seguretat de Vacunes (GACVS) de l'Organització Mundial de la Salut (OMS), que no existeix evidencia que les vacunes amb alumini suposin un risc per a la salut.
El fosfat de calci també es pot fer servir amb la tècnica de precipitació o amb la d'adsorció. S'ha fet servir com a adjuvant de diverses vacunes, com les vacunes contra la diftèria, el tètanus, Bordetella pertussis i la poliomielitis. També s'ha provat com a adjuvant en vacunes experimentals contra el VIH.

### Adjuvants tensioactius
Dintre dels adjuvants tensioactius destaquen les saponines, que són glicòsids tensioactius gràcies a un nucli molecular hidròfob. Poden ser glicòsids esteroideus o triterpenoideus i es troben en plantes salvatges o cultivades, en animals marins primitius i alguns bacteris. Modulen la resposta immunitària cel·lular i potencien la producció d'anticossos amb una dosi petita. Indueixen una forta resposta T-depenent i T-independent juntament amb activació citotòxica per limfòcits T CD8+. Són particularment efectius i útils en la immunitat a les mucoses.
Existeixen múltiples exemples de saponines que es fan servir com a adjuvants, trobem el Quil-A i el ginseng. El Quil-A és una saponina extreta de l'escorça de Quillaja saponaria. Les fraccions purificades d'aquesta, principalment QS-21, s'han estudiat com a alternatives a l'alum. Aquest derivat és molt menys tòxic, s'ha barrejat amb altres adjuvants (AS02A i AS01B) en vacunes contra la malària i la tuberculosis, encara es troben en fase d'assaig.

### Adjuvants derivats de bacteris
Principalment són molècules (peptidoglicans o lipopolisacàrids) de la paret de bacteris gram negatius, com Mycobacterium spp., Corynebacterium parvum, Bordetella pertussis, Neisseria meningitidis o Salmonella minnesota. Actuen a través de la seva unió a receptors tipus-toll (TLR, en anglès toll-like receptor) de les cèl·lules presentadores d'antigen. Una altra via investiga els lipopolisacàrids (LPS) que formen part de la paret cel·lular dels bacteris gram negatius. També s'han fet servir com adjuvants perquè són potents mitògens de limfòcits B, aicí mateix com inductors de la producció d'IFNg pels limfòcits T. Un dels preparats és la trealosa dimycolat (TDM). No obstant, el més apropiat per a vacunes humanes és el monofosforil lípid A (MPL) en el que s'hidrolitza el lípid A, de manera que manté la immunogenicitat però s'elimina la seva toxicitat.

### Emulsions
Són mescles d'aigua en oli (W/O, per l'anglès water-in-oil) o d'oli en aigua (O/W, per l'anglès oil-in-water) que produeixen un dipòsit a la zona d'injecció que reté l'antigen durant força temps, sobretot les W/O. Són adjuvants massa tòxics per a vacunes profilàctiques d'ús rutinari, car provoquen inflamacions, granulomes i fins i tot ulceracions. No obstant, el Montanide (W/O) es va utilitzar en assaigs en vacunes contra el VIH, la malària o el càncer de mama.

### Liposomes
Són esferes sintètiques de membrana lipídica, dins les quals s'inclou l'antigen proteic o lipopolisacàrid, que actuen com a mecanisme de transport de la vacuna i alhora com a adjuvants. Potencien tant la immunitat cel·lular com la humoral enfront d'antígens proteics i polisacàrids. Es caracteritzen per contribuir a l'increment de la vida mitjana de l'antigen al sistema circulatori, garantint d'aquesta manera una major exposició d'antigen a les cèl·lules presentadores d'antigen. Aquests adjuvants formen microesferes de polímers, que consisteixen en la unió de l'antigen amb diversos polímers biodegradables. En funció de la proporció d'antigen i de polímer es pot regular la vida mitjana del preparat vacunal.

### Citocines com adjuvants
S'ha pensat a associar l'interferó gamma (IFNg) com a estimulador d'immunitat humoral i cel·lular, o com a factor estimulador de colònies de granulòcits i macròfags (GM-CSF, pel seu nom en anglès, Granulocite Macrophage Colony-Stimulating Factor) com a atraient i activador de cèl·lules presentadores d'antigen. És un tipus d'adjuvant poc utilitzat degut al seu alt cost, a la necessitat d'administrar múltiples dosis i a la seva pròpia antigenicitat com a proteïna heteròloga o a l'excessiva reactivitat, donat que poden provocar febre elevada i símptomes seudo gripals en els individus als quals se'ls inocula aquest adjuvant. S'està pensant en la possibilitat d'aplicació en les vacunes d'ADN, aprofitant el mateix vector en el que s'incorpora el gen codificador de l'antigen vacunal per a incorporar un altre gen que codifiqui la citocina que es vol que acompanyi la vacuna.

## Combinació d'adjuvants
Cada vegada es practica més la combinació d'adjuvants, buscant que les seves accions es complementin i siguin encara més efectius. Algunes de les combinacions més populars són:

### Adjuvant AS04
Aquests són un dels pocs adjuvants moderns d'ús autoritzat en vacunes profilàctiques destinades a humans. Incorpora dos adjuvants d'activitat complementària: les clàssiques sals d'alumini i el monofosforil lipídic A (MPL). El MPL és un lipopolisacàrid obtingut de Salmonella minnesota(mencionada més amunt), que es purifica i destoxifica, però que manté intacta la seva capacitat d'unir-se al toll-like receptor-4 (TLR-4) i, per tant, d'activar les cèl·lules presentadores d'antigen. En ser tant activadores d'immunitat innata com d'adquirida, augmenten molt l'efecte de l'adjuvant, sobretot en casos d'infeccions de virus i bacteris intracel·lulars, ja que indueix la resposta Th1. L'associació d'hidròxid d'alumini amb MPL perllonga la resposta de citocines al lloc d'infecció, incrementant el nombre de monòcits i cèl·lules dendrítiques en circulació, donant lloc a una major activació de les cèl·lules T. Fins al moment, l'adjuvant AS04, s'ha utilitzat en una vacuna contra el virus de l'hepatitis B, sobretot en malalts en hemodiàlisis i en situació d'immunodeficiència. Més recentment també s'ha utilitzat contra el virus del papil·loma humà.

### Freund's Complete Adjuvant (FCA)
Aquest adjuvant és una combinació de Mycobacterium tuberculosis inactivat per calor i emulsió d'aigua en oli (W/O). El bacil de la tuberculosi conté una molècula anomenada muramil-dipèptid (n-acetilmuamil-L-alanil-D-isoglutamina) que activa macròfags i cèl·lules dendrítiques gràcies al seu domini NOD2 (nucleotidebinding oligomerization domain 2). L'FCA promou la producció d'IgG a partir d'IgM, la qual cosa inhibeix la inducció a la tolerància, afavoreix reaccions retardades d'hipersensibilitat, accelera el rebuig a trasplantaments i promou la resistència als tumors. La millor manera per aplicar aquest adjuvant és subcutàniament o per via intradèrmica i pot provocar una inflamació intensa, o fins i tot un granuloma. També s'utilitza molt en casos en què la dosi d'antigen és relativament petita. De moment, l'ús de FCA no està acceptat en bestiar destinat al consum perquè existeix la possibilitat que, degut a un error, el bacteri de la tuberculosi fos actiu, la qual cosa podria representar un risc de zoonosi. A més, l'ús d'adjuvants oliosos en animals destinats a consum és problemàtic perquè l'oli mineral pot arribar a fer malbé la canal de l'animal.

### ISCOMS
Els ISCOMS o complexos immunoestimulants són uns dels adjuvants més complexos i elaborats que hi ha actualment. Estan formats per colesterol, fosfolípids, saponines i antígens, els quals conjuntament formen partícules dodecahèdriques semblants a virus amb una matriu de saponines Quil-A. Aquest adjuvant és molt efectiu en estimular les cèl·lules presentadores professionals i, al seu torn, la saponina promou que produeixin citocines i molècules coestimuladores. Depenent de l'antigen que porti, estimularà més la resposta Th1 o Th2, són capaços d'induir una resposta T helper o T citotòxic.
Una característica de la resposta humoral mitjançant ISCOMS, és que aporta anticossos de diversos isotips a títols molt elevats, i es poden aconseguir amb dosis d'antigen més baixes que en altres adjuvants, com els d'alumini. Els ISCOMS no provoquen anticossos neutralitzants, i a diferència de les vaccuns amb ADN, en aquest cas no hi ha àcids nucleics, així que no està subjecte a cap possible problema que pugui suposar la introducció de ADN.

### Altres
Algunes mescles d'adjuvants que també s'utilitzen són les de sals d'alumini amb algammulin (inulina-g), aprofitant que la inulina és un potent activador natural de la via alternativa del complement. Finalment, també cal remarcar que hi ha algunes citocines amb les quals s'està intentant elaborar combinats, com per exemple la IL-12 que estimula les cèl·lules Th1 i augmenta la producció d'IFNg, però tot i així l'ús de citocines encara no està completament estudiat.